# Arrondissement Murat
Murat is een voormalig arrondissement in het departement Cantal in de Franse regio Auvergne-Rhône-Alpes. Het arrondissement werd op 17 februari 1800 gevormd en op 10 september 1926 opgeheven. De drie kantons werden bij de opheffing toegevoegd aan het arrondissement Saint-Flour.

## Kantons
Het arrondissement was samengesteld uit de volgende kantons:
- kanton Allanche
- kanton Condat
- kanton Murat